# Verfügungsgruppe
Eine Verfügungsgruppe ist eine Gruppe innerhalb einer Polizeiinspektion oder Polizeistation, die Dienst nach Bedarf verrichtet (in der Regel Tagdienst). 
Im Gegensatz dazu verrichten Dienstgruppen oder Zivile Einsatzgruppen straff organisierten Schichtdienst.
Sie besteht ausschließlich aus Polizeivollzugsbeamten.
Die Stärke richtet sich nach der Größe der Dienststelle, diese kann bis zu 60 Beamte betragen.
Der Leiter heißt Verfügungsgruppenleiter (VGL).

## Verwendung
- Veranstaltungsbetreuung
- Verkehrsmaßnahmen aller Art, zum Beispiel Verkehrsposten, Verkehrsschwerpunkte, Staatsbesuche
- Streifendienst
- Personelle Unterstützung der Dienstgruppen u. a.
- Vorführdienst